# Sally Burgess
Sally Burgess (Durban, 9 ottobre 1953) è un mezzosoprano, attrice e regista teatrale sudafricana.
Ha studiato alla Royal College of Music di Londra, prima di debuttare con l'English National Opera (ENO) con Don Giovanni nel ruolo di Zerlina; da allora ha interpretato oltre quaranta ruoli per l'ENO. Ha cantato su altri palchi prestigiosi, tra cui Grand Théâtre de Genève, Royal Opera House, Metropolitan Opera House e la Houston Grand Opera. Nel 2009 ha debuttato alla regia, con Così fan tutte l teatro dell'opera di Buxton.
Ha recitato anche in alcuni musical, tra cui Show Boat (Londra, 1990; candidata al Laurence Olivier Award alla migliore attrice in un musical), West Side Story (Leicester, 1992) e On The Town (Londra, 2000).